# یواس‌ان‌اس کانتندر (تی-ای‌جی‌اواس-۲)
یواس‌ان‌اس کانتندر (تی-ای‌جی‌اواس-۲) (به انگلیسی: USNS Contender (T-AGOS-2)) یک کشتی است که طول آن ۲۲۴ فوت (۶۸ متر) می‌باشد. این کشتی در سال ۱۹۸۳ ساخته شد.